# Simophis rhinostoma
Simophis rhinostoma – gatunek węża z rodziny połozowatych (Colubridae), jedyny przedstawiciel monotypowego rodzaju Simophis.

## Występowanie
Gatunek ten występuje głównie w Brazylii (Bahia, Minas Gerais, Goiás, São Paulo, Mato Grosso, Mato Grosso do Sul, Paraná), a także w Paragwaju.

## Opis morfologiczny
Głowa węża wyróżnia się na tle szyi, charakteryzując się spłaszczonym czubkiem pyska, który jest wyposażony w poziomy klin. Ubarwienie jest aposematyczne, prezentując triadę czarnych i białych pierścieni oddzielonych czerwonymi pierścieniami, naśladując tym samym węże koralowe z kompleksu Micrurus frontalis. Brzuch wykazuje zmienną kolorystykę, a ciało jest średniej wielkości, z umiarkowanie długim ogonem. Istnieje diastema dzieląca rząd zębów szczęki na połowę. Warto zwrócić uwagę na unikalne cechy diagnostyczne, takie jak połączenie czerwonych, czarnych i białych pierścieni, diastemy pośrodku rzędu zębów szczęki oraz dziobnica z poziomym kilem. Te cechy wyróżniają Simophis rhinostoma spośród innych gatunków z rodziny Colubridae.